# 에드워드 맬로리

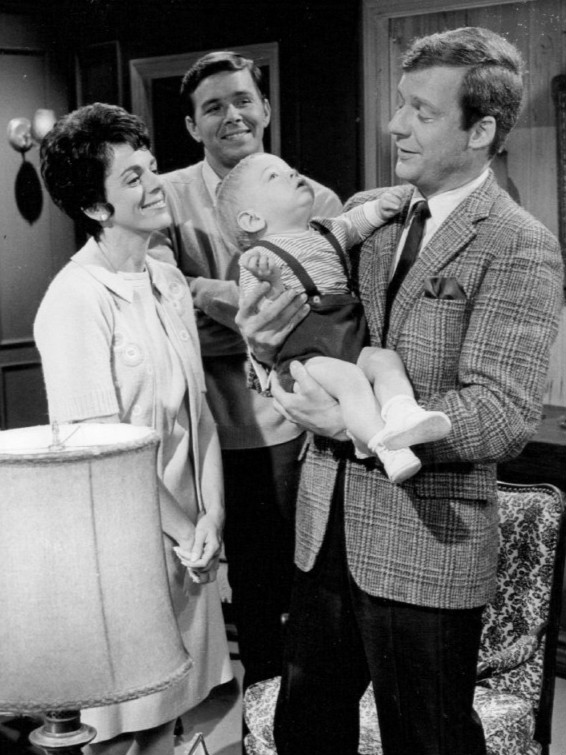

에드워드 맬로리(Edward Mallory, 1930년 6월 14일 ~ 2007년 4월 4일)는 미국의 배우, 텔레비전 배우이다.
컴벌랜드에서 태어났다.

## 영화
- 킬 미 이프 유 캔 (1977년)
- 더 영 앤 더 레스트리스 (1973년)
- 우리 생애 나날들 (1965년)
- 몬스터 가족 (1964년)
- 다이아몬드 헤드 (1963년)
- 버드맨 오브 알카트라즈 (1962년)